# بوتلوة سويقية
بوتلوة سويقية (الاسم العلمي:Bouteloua pedicellata) هي نوع من النباتات تتبع جنس البوتلوة من الفصيلة النجيلية.